# Předjíždění

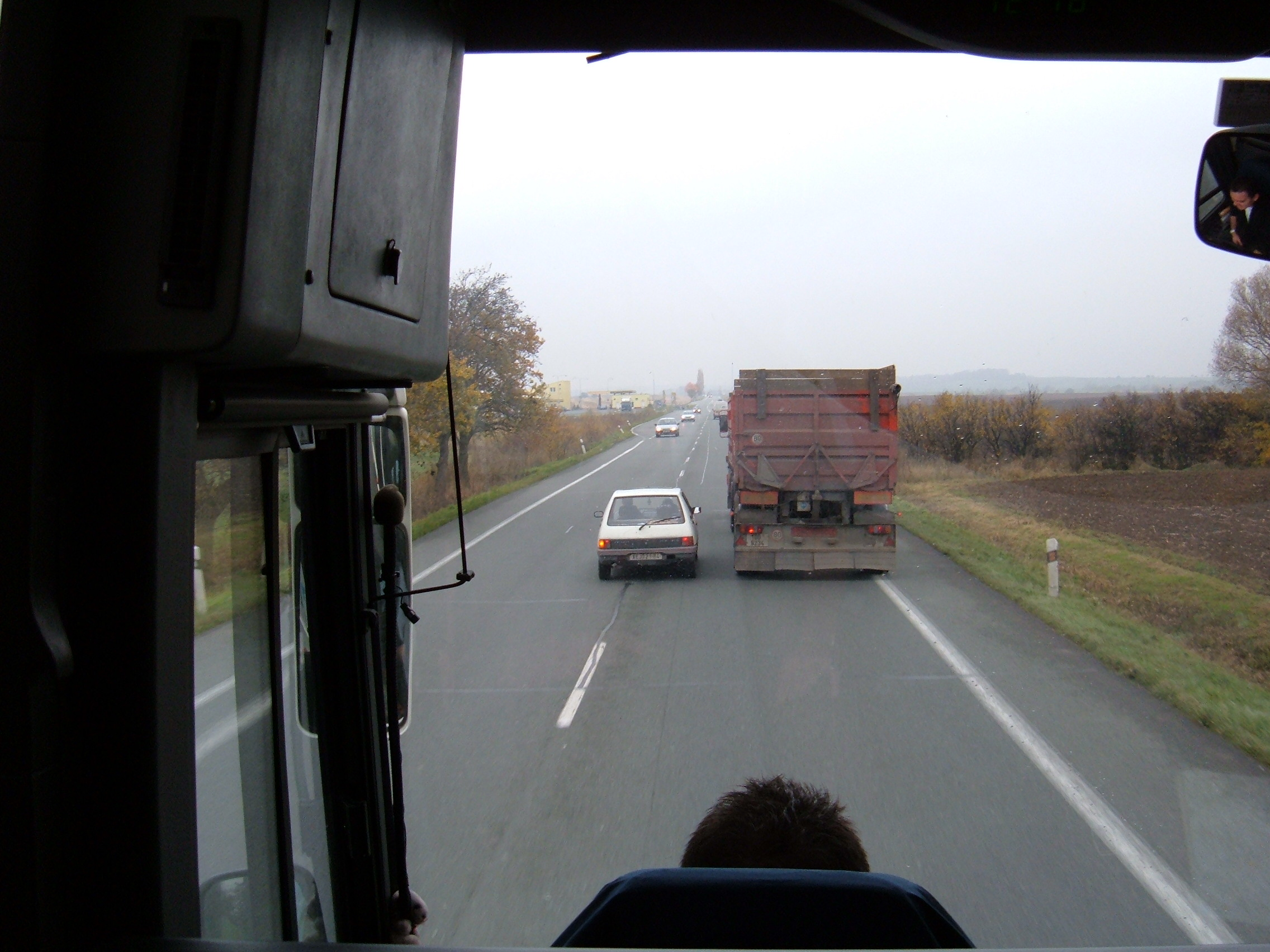
Předjíždění na silnici I/2

Předjíždění je manévr, při němž rychlejší dopravní prostředek či jedoucí osoba objede pomaleji jedoucí dopravní prostředek nebo jedoucí osobu a zařadí se před něj. Termín se používá v provozu na pozemních komunikacích, ale i v souvislosti se závody vozidel na speciálních okruzích, sjezdovým i běžeckým lyžováním, drážní dopravou nebo se vzájemným míjením plavidel na vodní cestě.

## Předjíždění silničních vozidel

### Strana předjíždění

V běžném provozu na pozemních komunikacích je povoleno předjíždění vozidel směrem ke středu vozovky, v Česku a jiných zemích s pravostranným provozem tedy předjíždění zleva. Nebrání-li tomu dopravní značení a uspořádání komunikace, předjíždí se zpravidla dalšími jízdními pruhy určenými pro týž směr jízdy (řidič vozidla, které nepředjíždí ani neodbočuje, je mimo vyznačené zastavěné území obce povinen jet při pravém okraji vozovky) nebo částí vozovky určenou pro opačný směr jízdy (to zpravidla na komunikacích, které mají jen jeden jízdní pruh pro každý směr jízdy); k předjíždění je možno využít též tramvajový pás, pokud není zvýšený ani jinak fyzicky oddělený od vozovky. Cyklista může na společné stezce pro chodce a cyklisty s vyznačenými pruhy užít k předjíždění pruh určený pro chodce, pokud přitom neohrozí chodce.
Pravidlům pro předjíždění se v českém zákoně o pravidlech silničního provozu (361/2000 Sb.) speciálně věnuje § 17. Zprava je možno předjíždět vozidlo, které mění směr jízdy vlevo a není již pochybnosti o jeho směru jízdy. Připojovacím nebo odbočovacím pruhem je možno předjíždět vozidlo, které jede v průběžném jízdním pruhu.
Předjíždění zprava v jiných případech, například po krajnici nebo odstavným či parkovacím pruhem, se považuje za nebezpečný dopravní přestupek. Přestupkem rovněž je předjíždět zprava vozidlo, jehož řidič porušuje povinnost jet při pravém okraji vozovky.
Cyklistům § 57 odst. 4 českého Zákona o provozu na pozemních komunikacích (361/2000 Sb.) povoluje předjíždět nebo objíždět zprava po pravém okraji vozovky nebo po krajnici vozidla, která se pomalu pohybují nebo stojí při pravém okraji vozovky, pokud je k tomu po pravé straně dostatek místa. Přitom musí cyklisté dbát zvýšené opatrnosti.

### Postup při předjíždění
Na předjíždění se vztahují obecná pravidla o přejíždění mezi jízdními pruhy, tj. podle českých pravidel řidič nesmí ohrozit řidiče v jízdním pruhu, do kterého přejíždí, a při přejíždění musí řidič dávat znamení o změně směru jízdy.
Pokud při předjíždění řidič mění směr jízdy, musí dávat znamení o změně směru jízdy a nesmí ohrozit ani omezit řidiče jedoucí za ním. Jednou z novel byla do českého zákona přidána povinnost dávat znamení o změně směru jízdy i při předjíždění cyklisty bez ohledu na to, zda přitom mění směr jízdy. Znamení o změně směru jízdy musí řidič dávat i při zpětném zařazení před předjížděné vozidlo, řidič předjížděného vozidla přitom nesmí být ohrožen ani omezen v jízdě, nesmí však zvyšovat rychlost jízdy ani jinak bránit předjíždění.
Podle § 18 odst. 2 písm. b) českého zákona č. 361/2000 Sb. nesmí řidič omezovat plynulost provozu například pomalým předjížděním nebo bezdůvodně pomalou jízdou. Na dálnici a silnici pro motorová vozidla podle § 36 odst. 4 řidič nákladního automobilu o celkové hmotnosti převyšující 3 500 kg a řidič jízdní soupravy, jejíž celková délka přesahuje 7 m, nesmí předjíždět jiné vozidlo, pokud k jeho předjetí nemá dostatečnou rychlost, takže by omezil v jízdě ostatní vozidla svou výrazně nižší rychlostí jízdy (toto speciální ustanovení je z hlediska věcné úpravy redundantní, protože povinnost neomezit při předjíždění ostatní řidiče platí obecně pro všechny řidiče).
K upozornění řidiče předjížděného vozidla může řidič předjíždějícího vozidla dát zvukové výstražné znamení (§ 31 odst. 1 zák. 361/2000 Sb.). V obci i mimo obec lze místo něj užít světelné výstražné znamení krátkým přerušovaným rozsvícením dálkových světel (§ 31 odst. 2 téhož zákona, lidově tzv. problikávání).
Podle § 19 odst. 2 českého zákona č. 361/2000 Sb. musí řidič motorového vozidla o maximální přípustné hmotnosti převyšující 3 500 kg, jízdní soupravy, jejíž celková délka přesahuje 10 m, a zvláštního vozidla mimo obec zachovávat za vozidlem jedoucím před ním takovou vzdálenost, aby se předjíždějící vozidlo mohlo před něj bezpečně zařadit; to neplatí, připravuje-li se k předjíždění, při předjíždění a při souběžné jízdě.

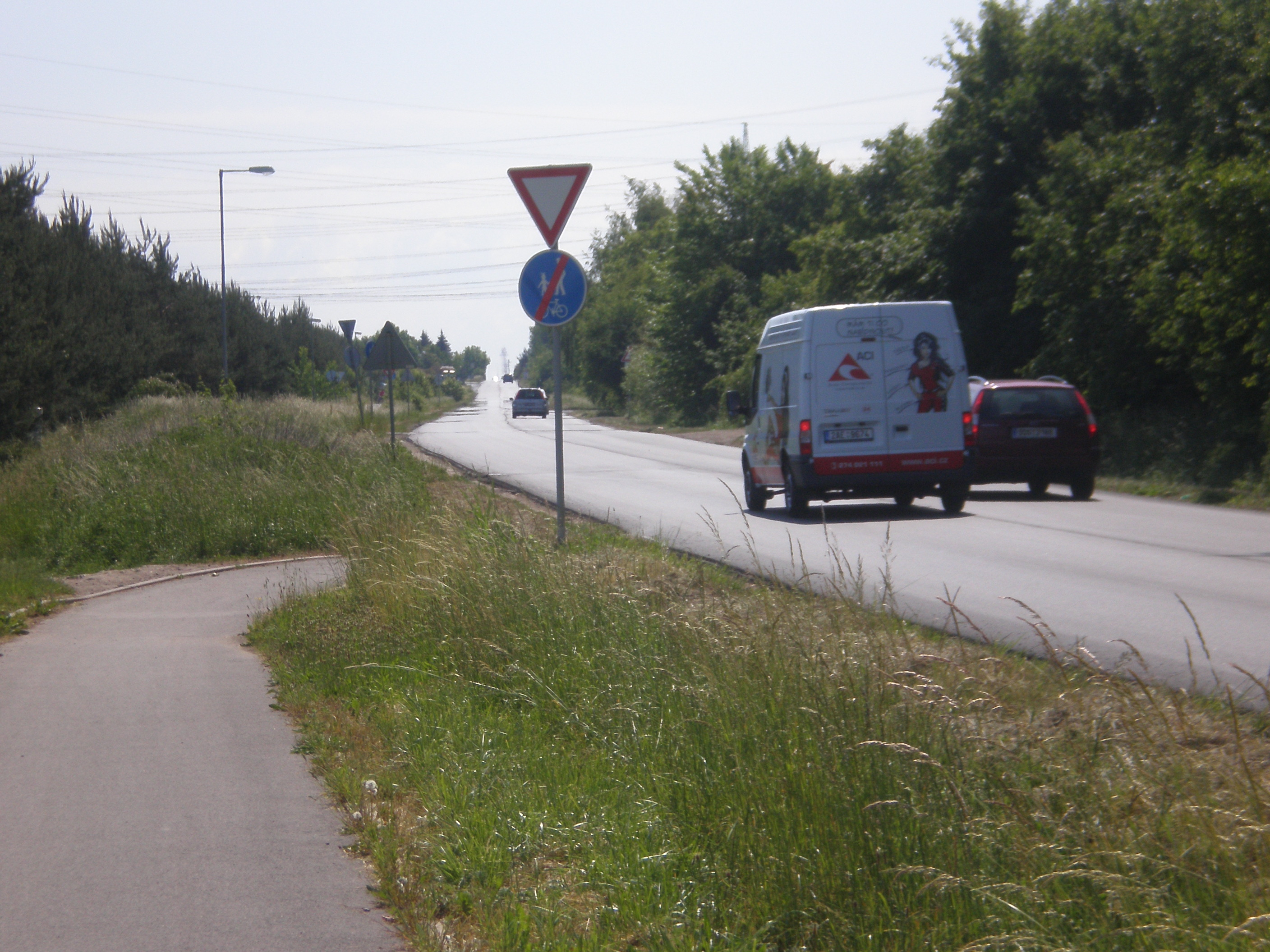
Předjíždění na silnici 245

### Zákaz předjíždění

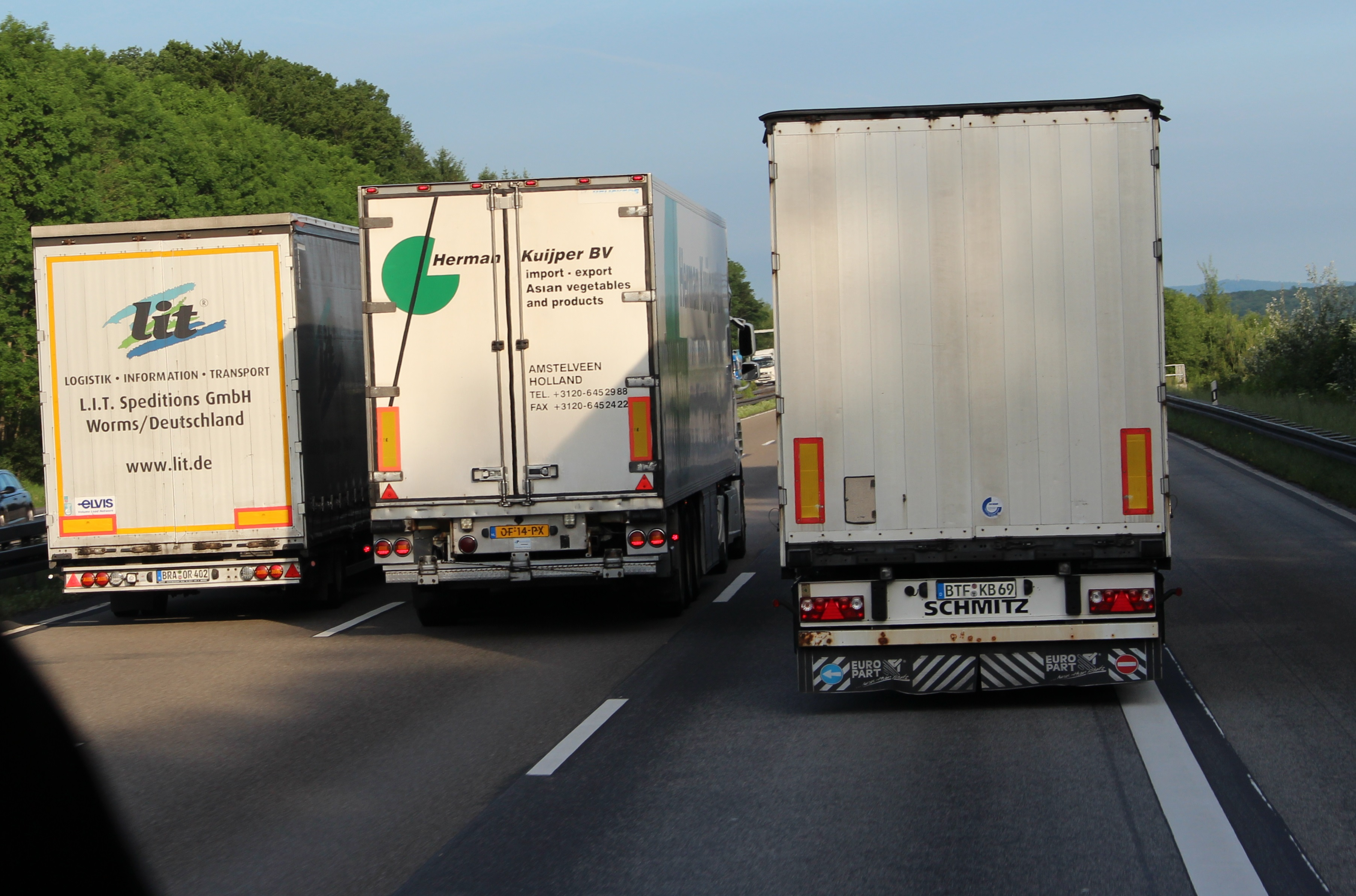
Předjíždění kamionů může zablokovat celou dálnici, proto bývá často omezováno (Německo, dálnice A3)

Česká pravidla provozu zakazují předjíždění.
- nemá-li řidič před sebou dostatečný rozhled
- pokud by se řidič nemohl bezpečně zařadit před předjížděné vozidlo nebo vozidla
- pokud by řidič ohrozil nebo omezil protijedoucí řidiče nebo ohrozil jiné účastníky provozu na pozemních komunikacích
- na přechodu pro chodce nebo na přejezdu pro cyklisty a bezprostředně před nimi
- dává-li řidič vpředu jedoucího vozidla znamení o změně směru jízdy vlevo a není-li přitom možné předjetí vpravo nebo předjetí v dalším volném jízdním pruhu vyznačeném na vozovce v tomtéž směru jízdy
- na křižovatce a v těsné blízkosti před ní, pokud nejde o povolené předjíždění vpravo nebo o předjíždění jízdního kola (bez ohledu na jeho šířku) nebo jednostopého vozidla; zákaz předjíždění na křižovatce a v těsné blízkosti před ní neplatí pro řidiče, který křižovatku projíždí po hlavní pozemní komunikaci, a na křižovatce s řízeným provozem
- na železničním přejezdu a v těsné blízkosti před ním

Předjíždění navíc může být v nebezpečných místech zakázáno či omezeno dopravní značkou, a to buď přímo svislou zákazovou značkou nebo nepřímo vodorovnými podélnými čarami, které regulují přejíždění mezi jízdními pruhy.
Podle české vyhlášky má dopravní značka „Zákaz předjíždění“ označení B 21a a „Zákaz předjíždění pro nákladní automobily“ označení B 22a, úsek platnosti omezení je ukončen příslušnou koncovou dopravní značkou (B 21b, B 22a nebo Konec všech zákazů) nebo nejbližší křižovatkou. Obě tyto značky zakazují předjíždět pouze motorová vozidla; na předjíždění motocyklů bez postranního vozíku se však nevztahují, stejně jako na předjíždění nemotorových vozidel (včetně dvoustopých, například potahových vozidel) nebo jezdců na zvířeti.

Zákaz vzájemného předjíždění motorových vozidel (německá varianta značky)
Zákaz předjíždění pro nákladní automobily (německá varianta značky)

Vodorovné silniční značení upravující předjíždění - a) podélná čára souvislá (nesmí se předjíždět), b) dvojitá podélná čára souvislá (nesmí se předjíždět, důraznější zákaz), c) podélná přerušovaná čára (smí se předjíždět) a d) podélná čára souvislá doplněná čárou přerušovanou (smí se předjíždět pouze ve směru, na jehož straně je souvislá přerušovaná čára doplněna přerušovanou)

Vodorovná dopravní značka Podélná čára souvislá (V 1a, resp. dvojitá čára V 1b) nezakazuje předjíždění přímo, ale při předjíždění není povoleno ji přejíždět ani ji nákladem vozidla přesahovat. Je-li použita Podélná čára souvislá doplněná čárou přerušovanou (V 3) k rozdělení jízdních směrů, platí pro řidiče pravá část značky; je-li značka použita k oddělení jízdních pruhů pro týž směr jízdy, platí pro řidiče ta čára, která je k němu bližší.

### Situace, které se nepovažují za předjíždění
V obci (t. j. v úseku označeném příslušnými dopravními značkami jako zastavěná část obce), pokud je vyznačeno na vozovce více jízdních pruhů pro daný směr jízdy, může v České republice použít řidič motorového vozila k jízdě kterýkoliv z těchto jízdních pruhů (z užívání levého pruhu k běžné jízdě jsou však některé typy vozidel – například velké nákladní automobily, dlouhé jízdní soupravy a pomalé motocykly – vyloučeny, pro nemotorová vozidla platí i v obci povinnost jet při pravém okraji vozovky) a přitom se nepovažuje za předjíždění, pokud vozidlo v některém z jízdních pruhů jede rychleji než vozidlo v jiném jízdním pruhu. Pokud by však vozidla jedoucí ve více jízdních pruzích bránila v jízdě rychleji jedoucímu vozidlu, má (při jízdě v obci) řidič užívající levý jízdní pruh povinnost tento pruh co nejdříve uvolnit (tato povinnost není nijak vázána na okolnost, jestli řidič rychleji jedoucího vozidla porušuje či neporušuje pravidla o nejvyšší povolené rychlosti) – to však neplatí, pokud je řidič pomalejšího vozidla v levém pruhu z důvodu odbočování, otáčení anebo při tzv. souběžné jízdě.
Souběžnou jízdou se podle českých pravidel provozu rozumí, pokud na vozovce s více jízdními pruhy v jednom směru jízdy je taková hustota provozu, že se vytvoří souvislé proudy vozidel, které omezují rychlost jízdy řidičů. V takovém případě se rovněž podle českých pravidel provozu nepovažuje za předjíždění, pokud vozidlo v některém z jízdních pruhů jede rychleji než vozidlo v jiném jízdním pruhu. Za předjíždění se rovněž nepovažuje, pokud vozidlo ve vyhrazeném jízdním pruhu nebo tramvaj na tramvajovém pásu jede jinou rychlostí než vozidlo v jiném jízdním pruhu.
Česká pravidla silničního provozu upravují pouze vzájemné předjíždění vozidel (motorových i nemotorových). Předjíždění jezdců na zvířeti není zákonem výslovně upraveno a není v ustanoveních o předjíždění zahrnuto. Na předjíždění osob na kolečkových bruslích, lyžích nebo obdobném sportovním vybavení se vztahují ustanovení upravující vztah k chodcům.

### Přestupky
Porušení některých ustanovení o předjíždění je přestupkem proti bezpečnosti a plynulosti silničního provozu podle § 125c zákona o silničním provozu (č. 361/2000 Sb.). Jiné vymezení je použito ve specifikaci bodového ohodnocení přestupku spočívajícího v předjíždění vozidla v případech, kdy je to zákonem zakázáno (za porušení zákazu předjíždění daného zákonem je bodové ohodnocení 7 bodů).

## Předjíždění při závodech

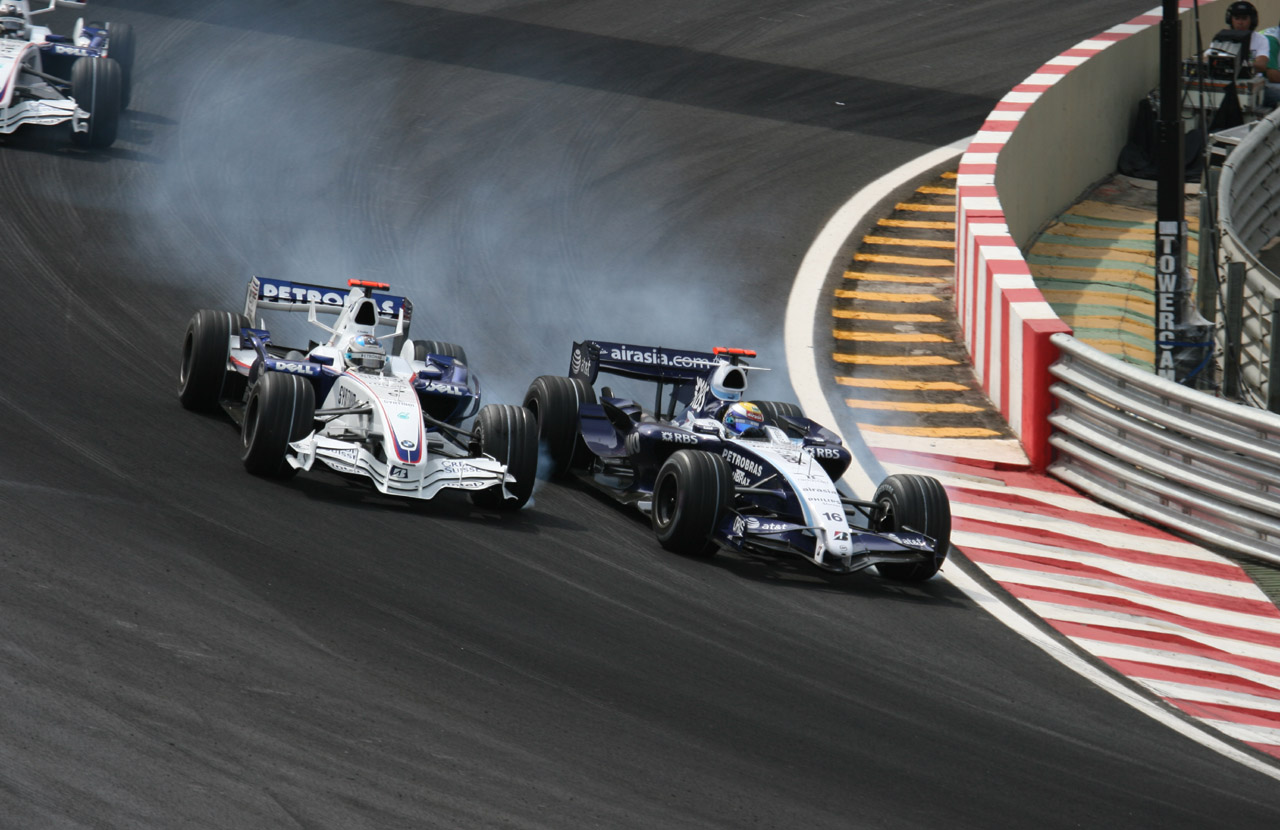
Předjíždění na závodech Formule 1

Během automobilových závodů konaných na vyhrazených tratích není předjíždění regulováno a předjíždět se smí zprava i zleva. Předjížděcí manévry se uskutečňují především před zatáčkami nebo v nich, a to tak, že závodníci využívají chyb jiných jezdců při odhadování bodu počátku brzdění do zatáčky nebo horších jízdních vlastností auta soupeře. Předjíždění během závodu je vysoce oceňováno diváky.[zdroj?]

## Předjíždění na lyžích
Pravidla lyžování nejsou v České republice dána obecně závazným právním předpisem, nicméně značky a základní pravidla jsou kodifikovány v ČSN 01 8027 „Značení a zabezpečení v zimním středisku“. Desatero Mezinárodní lyžařské federace (FIS) pro lyžaře a snowboardisty, jehož první verze byla vyhlášena roku 1967 a verze z roku 2002 je připojena jako informativní příloha k české normě, říká ve čtvrtém bodě, že lyžař si musí při předjíždění ponechat dostatek prostoru i pro případné nepředpokládané změny směru předjížděných lyžařů. Pro rekreační běžecké lyžování nejsou pevná pravidla dána, ale zvykově je dáno, že pomalejší běžkař uvolňuje stopu rychlejšímu běžkaři.

## Předjíždění v kolejové dopravě
V železniční dopravě se jako předjíždění označuje, když vlak je zdržen v dopravně s kolejovým rozvětvením, kterou po jiné koleji projede následující vlak.
V tramvajové dopravě se jako předjízdná kolej označuje druhá či další kolej ve smyčkovém obratišti nebo rozdvojení jednoho směru do dvou či více kolejí na trati, například u frekventovaných zastávek. Na obratištích se někdy vzájemné předjíždění vlaků téže linky používá v době čerpání přestávek, při výjezdech nebo zataženích vlaků nebo v rámci řešení nepravidelnosti provozu, při níž bylo narušeno pořadí vlaků na lince. Jako předjízdná kolej se též označuje rozvětvení kolejí předsunuté před křižovatku, které v případě dostatečné délky a rozestupu kolejí může umožnit, že vlak, který ke křižovatce přijel později, ji projede dříve nebo současně s vlakem, který přijel dříve.

## Předjíždění ve vodní dopravě

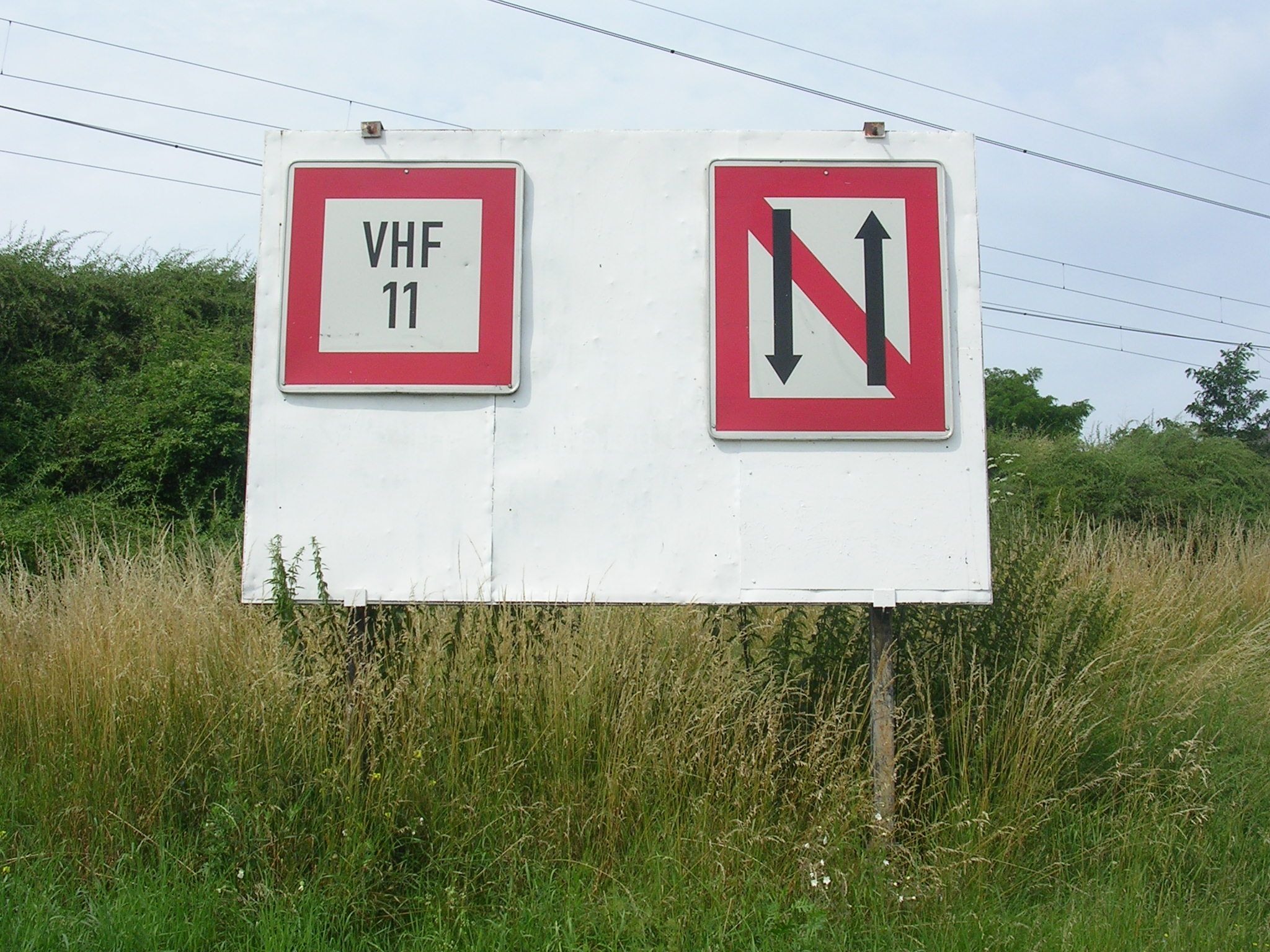
Pravá značka je plavební znak A.4 (Zákaz potkávání a předjíždění) podle Řádu plavební bezpečnosti. Zde je umístěna před plavební komorou Mlčechvosty.

Předjíždění při vnitrozemské plavbě upravuje v České republice Řád plavební bezpečnosti, který byl vydán vyhláškou č. 344/1991 Sb. na základě zákona č. 114/1995 Sb., o vnitrozemské plavbě. Předjíždění je přípustné, jen je-li k němu dostatek místa – předjíždí se vlevo a je-li to možné, může se i vpravo (č. 6.10). V některých místech může být předjíždění plavebním znakem (A.4) zakázáno – tentýž plavební znak zakazuje v daném místě i míjení (potkávání) protijedoucích plavidel.